# Vixen 500E
Vixen 500E는 영국이 개발한 레이다다. AESA 레이다로 SAR 기능도 있다.

## 제원
- 이름 : Vixen 500E
- 주파수 : X 밴드
- SAR 해상도 : 1m
- 방위각 : +-60도
- 동시추적 공중 목표물 : 10개
- 탐지거리 : 140km
- MTBF : 1,000시간

## 같이 보기
- RDY
- 전투기 레이다
- AN/APG-66